# Eridadi Mukwanga
Eridadi Mukwanga, född 12 juli 1943, död januari 1998, var en ugandisk boxare.
Mukwanga blev olympisk silvermedaljör i bantamvikt i boxning vid sommarspelen 1968 i Mexico City.